# Au pays de la berceuse
Pour plus de détails, voir Fiche technique et Distribution.
Au pays de la berceuse (Lullaby Land) est un court métrage d'animation américain, en couleur de la série des Silly Symphonies réalisé par Wilfred Jackson, sorti le 19 août 1933.

## Synopsis
Un bébé avec un doudou en forme de chien tombe dans un monde imaginaire. Les objets y sont animés, les couleurs impossibles. Dans le "Pays de Nullepart", il assiste à un défilé de bouteilles d'huile de castor, de chaises hautes. Ensuite dans le "Jardin Interdit" il y voit des fleurs-marteaux, des fruits-montres, des fontaines-crayons, des oiseaux-ciseaux, et autres objets affutés… Des panneaux "Bébé pas touche" pendent à des arbres… Heureusement, le marchand de sable vient à la rescousse du bébé et l'aide à s'endormir/revenir.

## Fiche technique
- Titre original : Lullaby Land
- Autres titres[1] :
  -  France : Au pays de la berceuse
  -  Suède : I lillens värld, Putte hos John Blund
- Série : Silly Symphonies
- Réalisateur : Wilfred Jackson
- Voix[2] : les Rhythmettes (trio dont Mary Moder, Dorothy Compton), The Three Rhythm Kings (Bogey Men), George Gramlich (Sandman)
- Animateur[2] :
  - équipe principale : Hamilton Luske, Art Babbitt, Dick Huemer
  - équipe de Ben Sharpsteen : Leonard Sebring, Louie Schmitt, George Drake, Ed Love, Bob Kuwahara, Roy Williams, Marvin Woodward
- Layout : Charles Philippi, Hugh Hennesy, Ferdinand Horvath
- Producteur : Walt Disney
- Production : Walt Disney Productions
- Distributeur : United Artists Pictures
- Date de sortie[1],[3] : 19 août 1933
- Autres dates[2] :
  - Date annoncée : 19 août 1933
  - Dépôt de copyright : 29 juillet 1933
  - Première à New York : 31 août au 6 septembre 1933 au Radio City Music Hall en première partie de One's Man Journey de John Stuart Robertson
  - Première à Los Angeles : 10 au 31 octobre 1933 au United Artists en première partie des Faubourgs de New York de Raoul Walsh
- Format d'image : Couleur (Technicolor)
- Son : Mono (RCA Sound System[1])
- Musique[2] : Frank Churchill et Leigh Harline
  - Musique originale : Lullaby Land of Nowhere (Churchill, paroles de Larry Morey), In the Land of Musn't Touch (Harline-Morey), Dance of the Bogey Men (Harline-Morey)
  - Extrait de Rock-a-bye Baby de Moother Goose Melodies fir Children (1765)
  - Extrait de Peek-a-boo de Friend and Foe (1881) de Willam Scanlan
  - Extrait de Lullaby (1868) de Johannes Brahms
- Durée : 7 min 23 s
- Langue : (en)
- Pays :  États-Unis

## Commentaires
Les personnages et décors du film sont adaptés du recueil de poèmes d'Eugene Field, Love Songs of Childhood (1894). L'équipe de Disney a utilisé l'édition de 1897 du livre nommée Lullaby-Land: Songs of Childhood, édité chez Charles Scribner's Sons à New York. La partition du thème du générique a été publiée.
Le court métrage Au pays des étoiles (1938), lui aussi basé sur un autre poème d'Eugene Field et réalisé par Graham Heid, est parfois considéré comme une suite de Au pays de la berceuse.

## Documents externes
- Love Songs of Childhood (1894), Eugene Field  (ISBN 0836960777), réédition de 2000